# 1902 en Italie
Chronologie de l'Italie
- 1898
- 1899
- 1900
- 1901
- 1902
- 1903
- 1904
- 1905
- 1906

## Événements

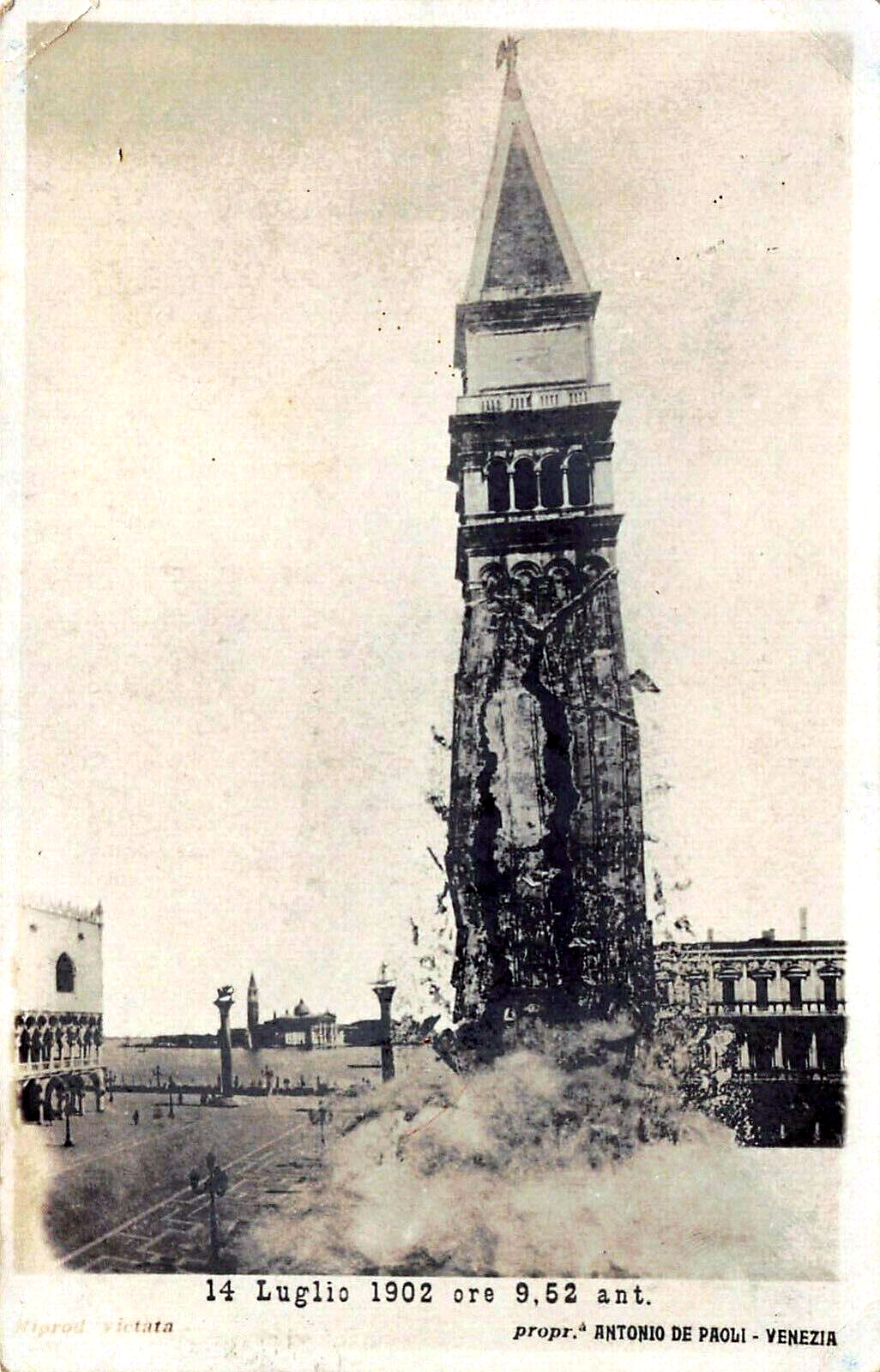
Effondrement du campanile de Saint Marc.

- Avril-novembre : première exposition internationale d'art décoratif moderne à Turin[1].

- 10 mai : l'Italie annexe officiellement le nord du sultanat de Rehayto qui est occupé militairement le 16 mai[2].

- 7 juin : l'Italie prend possession de la concession italienne de Tientsin[3].
- 19 juin : loi Carcano sur le travail des femmes et des enfants[4].

- 28 juin : renouvellement de la Triple-Alliance[5].

- 10-11 juillet : par un échange secret de notes entre Barrère et Prinetti, la France et l'Italie s’engagent à respecter la liberté d’action de chacun en Cyrénaïque-Tripolitaine et au Maroc. L’Italie garde sa neutralité en cas d’agression directe ou indirecte de l’Allemagne contre la France[6]. Les lettres sont postdatées au 1er novembre pour que l'engagement italien ne puisse apparaître comme un contre-traité annulant les clauses de  la Triplice[7].

- 14 juillet : à Venise, effondrement du campanile de Saint Marc, construit en 1540[8].
- 31 juillet : la cour d'assise de Bologne condamne l'ancien député de Palerme, Raffaele Palizzolo, à 30 ans de prison pour le meurtre d'Emanuele Notarbartolo par la mafia sicilienne en 1893[9].

- 28 août : voyage de Victor-Emmanuel III à Berlin[10].
- 29 août-3 septembre : grève générale à Florence en soutien à un conflit à l'usine sidérurgique Pignone[11].

- 6-9 septembre : VIIe congrès du parti socialiste italien à Imola. Le courant progressiste, dirigé par Filippo Turati, s’impose au courant révolutionnaire[12]. Les conditions pour un rapport différent entre le gouvernement et l’opposition sont enfin réunies.
- 8 septembre : cinq morts et dix blessés à Candela dans les Pouilles lors d'une grève paysanne réprimée par l'armée[13].

Arrivée de Zanardelli à Potenza le 29 septembre 1902.

- 14-30 septembre : le président du conseil italien Giuseppe Zanardelli voyage à travers la Basilicate pour s’enquérir personnellement des problèmes du Mezzogiorno et témoigner de l’intérêt que son gouvernement porte à la résolution de ces problèmes[14]. Il réclame une enquête parlementaire sur la question du Mezzogiorno[15].
- 26 septembre : une violente tempête provoque une inondation à Catane, Modica, Belpasso et plusieurs villes voisines[16].
- 29 septembre : décret approuvant la fondation de l'Université commerciale Luigi Bocconi à Milan[17].
- 13 octobre : deux morts et cinquante blessés à Giarratana en Sicile lors d'une confrontation entre des ouvriers agricoles en grève et la troupe[13].

- Le courrier postal a presque doublé en dix ans en Italie (5,65 plis par habitant en moyenne en 1887-1888, 9,14 en 1901-1902). Le réseau routier est passé de 82 636 km en 1880 à 137 342 km en 1902[18].

## Culture

### Musique
- 15 septembre : Torna a Surriento, chanson napolitaine de Giambattista et Ernesto de Curtis est composée en l'honneur de la visite du politicien Giuseppe Zanardelli à Sorrente[19].

#### Opéras créés en 1902
- 6 novembre : Adriana Lecouvreur, opéra de Francesco Cilea avec un livret d'Arturo Colautti, à Milan au Teatro Lirico.

## Naissances en 1902
- 14 avril : Francesco Zucchetti, coureur cycliste sur piste, champion olympique de poursuite par équipes aux Jeux olympiques de 1924 à Paris. († 8 février 1980)
- 29 septembre : Alfredo Rizzo, acteur, réalisateur et scénariste. († 6 septembre 1991)
- 13 octobre : Franco Giorgetti, coureur cycliste sur piste, champion olympique de poursuite par équipes aux Jeux olympiques de 1920 à Anvers. († 18 mars 1963)

## Décès en 1902
- 7 septembre : Vincenzo Acquaviva, 70 ans, peintre. (° 5 août 1832)

- Fabio Borbottoni, peintre, connu notamment pour ses vedute urbaines de Florence. (° 1820)
- Silvestro Valeri, peintre. (° 31 décembre 1814)